# بانجسامورو
منطقة باڠسامورو ذاتية الحكم في مينداناو المسلمة (بالتاوسوغية:باڠسامورو)، هي منطقة ذاتية الحكم في الفلبين.
حل هذه الكيان محل الحكم الذاتي لمسلمي منطقة مينداناو (ARMM)، تم تشكيل منطقة بانجسامورو ذات الحكم الذاتي بالتصديق على قانونها الأساسي، قانون بانجسامورو الأساسي بعد استفتاء ملزم قانونًا من جزأين في غرب مينداناو المنعقد في 21 يناير و 6 فبراير 2019. وأكدت لجنة الانتخابات التصديق بعد ذلك بأيام قليلة في 25 يناير / كانون الثاني.
كان إنشاء كيان بانجسامورو تتويجًا لعدة سنوات من محادثات السلام بين الحكومة الفلبينية والعديد من الجماعات المستقلة.